# Ліхнови (Хойницький повіт)
Ліхнови (пол. Lichnowy) — село в Польщі, у гміні Хойниці Хойницького повіту Поморського воєводства.
Населення — 1261 особа (2011).

## Демографія
Демографічна структура станом на 31 березня 2011 року:
|          | Загалом | Допрацездатний вік | Працездатний вік | Постпрацездатний вік |
| -------- | ------- | ------------------ | ---------------- | -------------------- |
| Чоловіки | 648     | 200                | 412              | 36                   |
| Жінки    | 613     | 178                | 349              | 86                   |
| Разом    | 1261    | 378                | 761              | 122                  |